# Nick Goepper
Nick Goepper, né le 14 mars 1994 est un skieur acrobatique américain spécialiste du slopestyle. Il a connu ses premiers succès à partir de 2013 avec une victoire en Coupe du monde, la médaille d'or aux Winter X Games et une médaille de bronze aux Championnats du monde 2013. En 2014, il est médaillé de bronze en slopestyle aux Jeux olympiques de Sotchi. Il est médaillé d'argent en slopestyle aux Jeux olympiques d'hiver de 2018.

## Palmarès

### Jeux olympiques
| Édition/Discipline     | Slopestyle |
| JO 2014 (Sotchi )      | Bronze     |
| JO 2018 (Pyeongchang ) | Argent     |
| JO 2022 (Pékin )       | Argent     |

### Championnats du monde
| Édition/Discipline        | Slopestyle | Halfpipe |
| Mondiaux 2013 (Oslo )     | Bronze     |          |
| Mondiaux 2019 (Utah )     | Bronze     |          |
| Mondiaux 2025 (Engadine ) |            | Argent   |

### Coupe du monde
- Meilleur classement général : 7e en 2014.
- Meilleur classement en slopestyle : 2e en 2014.
- Meilleur classement en halfpipe : 2e en 2025.
- 10 podiums en slopestyle dont 3 victoires.

#### Détails des victoires
| Édition / Épreuve | Slopestyle    | Halfpipe      |
| 2013-2014         | Cardrona      |               |
| 2017-2018         | Alpe de Siusi |               |
| 2024-2025         |               | Secret Garden |

### Winter X Games
- Médaille d'or du half-pipe en 2025
- Médaille d'or du slopestyle en 2013 et en 2021
- Médaille d'argent du slopestyle en 2012